# Ideratus virginiae
Ideratus virginiae là một loài bọ cánh cứng trong họ Cerambycidae.